# I wish (来栖りんの曲)
「I wish」（アイ・ウィッシュ）は、歌手・声優である来栖りんの楽曲。自身のデビューシングルとして、2023年5月24日にLantisからリリースされた。

## 背景
2022年10月30日、来栖が在籍していたアイドルグループの26時のマスカレイドが解散し、11月1日に所属していた芸能事務所であるプラチナムプロダクションを退所したのを機に、今後は声優として活動していくと発表した。
2023年1月25日、自身のYouTubeチャンネルにて、Lantisからソロデビューすること、オフィシャルファンクラブ「くるーず！」の発足を同時に発表。2月14日に、テレビアニメ『神無き世界のカミサマ活動』のオープニングテーマに採用されることが発表され、表題曲のタイトルを「I wish」として、5月24日に発売されることとなった。

## 制作、音楽性
表題曲を含め、全楽曲の作詞と作曲を音楽プロデューサーであるJunxix.が担当した。

### I wish
表題曲であるこの楽曲は、「高い位置にいるもう1人の自分が私に向かって言っているような、自分に言い聞かせたい歌詞」としたうえで、「もう1人の私が、ずっと抑えていた願いや自分の持っている想いを引き出して、一緒に夢を叶えよう！と言ってくれている想像をして、気持ちを込めて歌いました」と語っている。また、デビューシングルとして発表するため、「『来栖りんです！聴いてください！』と自己紹介するつもりで、自分らしく歌いました」とアニメイトタイムズのインタビューでコメントしている。

### 臆病シャイガール
シングル「I wish」のカップリング曲として収録され、来栖がイメージする「かわいい」に全振りした楽曲で、パソコンとマイクで3時間くらいかけてデモを録って送ったため、早い段階から準備できたという。

### くるーず！
「臆病シャイガール」に続くカップリング曲として収録され、来栖のファンクラブ名である「くるーず！」にかけ、ファンクラブの会員に向けた楽曲としたうえで、来栖は「色んなファンとアーティストの関係値があると思うんですけど、個人的には横並びでいてくれる存在であってほしいという願望があるんです」「同じ会場で同じ立場にいると思ってやってきたので、これからも同じ『クルーズ=船』に乗って、一緒に笑ったり、荒波を乗り越えていきましょうという私から伝えたい言葉や想いがこの曲にはたくさん詰まっています」と語っている。

### はじまりはいつも
初回限定盤のみのカップリング曲として収録され、ファンのメッセージや想いが込められた楽曲となっている。来栖はデビューシングルに絶対に入れて欲しいと思っていた楽曲だと語り、自身がメンタルがあまり強くないとしたうえで、「この曲はそういう私を肯定して、そばにいてくれる」とコメントしている。

## リリース
2023年5月24日にLantisから、表題曲のミュージック・ビデオとメイキング映像を収録したBlu-ray Discが同梱されている『初回限定盤』をはじめ、CDのみの『通常盤A』、CDのみで『神無き世界のカミサマ活動』の登場人物であるミタマが描かれた新規ジャケットイラスト仕様の『通常盤B』の計3形態でリリースされた。

## 収録曲

### 初回限定盤
| 全作詞・作曲: Junxix.。 |                      |           |            |                   |      |
| #                       | タイトル             | 作詞      | 作曲・編曲 | 編曲              | 時間 |
| 1.                      | 「I wish」           | Junxix.   | Junxix.    | kazuboy.          | 3:12 |
| 2.                      | 「臆病シャイガール」 | Junxix.   | Junxix.    | 藤田卓也 kazuboy. | 4:01 |
| 3.                      | 「くるーず！」       | Junxix.   | Junxix.    | Saku              | 4:24 |
| 4.                      | 「はじまりはいつも」 | Junxix.   | Junxix.    | kazuboy.          | 3:41 |
| 合計時間:               | 合計時間:            | 合計時間: | 15:18      |                   |      |

| #  | タイトル                  | 作詞 | 作曲・編曲 |
| -- | ------------------------- | ---- | ---------- |
| 1. | 「I wish -Music Video-」  |      |            |
| 2. | 「I wish -Making Movie-」 |      |            |

### 通常盤A・通常盤B
| 全作詞・作曲: Junxix.。 |                      |           |            |                   |      |
| #                       | タイトル             | 作詞      | 作曲・編曲 | 編曲              | 時間 |
| 1.                      | 「I wish」           | Junxix.   | Junxix.    | kazuboy.          | 3:12 |
| 2.                      | 「臆病シャイガール」 | Junxix.   | Junxix.    | 藤田卓也 kazuboy. | 4:01 |
| 3.                      | 「くるーず！」       | Junxix.   | Junxix.    | Saku              | 4:24 |
| 合計時間:               | 合計時間:            | 合計時間: | 11:37      |                   |      |

## 参加ミュージシャン
| I wish - Bass : okamu. - Guitar & Programming : kazuboy. 臆病シャイガール - Programming : 藤田卓也 | くるーず！ - Bass : okamu. - Guitar & Programming : Saku - Drums : 関口孝夫 - Piano : 桑原康輔 - Strings : okimasuDJV strings - 1st Violin : 沖増菜摘 - 2nd Violin : 中島優紀 - Viola : 三品芽生 - Cello : 西方正輝 はじまりはいつも - Bass : okamu. - Guitar & Programming : kazuboy. - Drums : 関口孝夫 - Piano : 桑原康輔 - Strings : okimasuDJV strings - 1st Violin : 沖増菜摘 - 2nd Violin : 中島優紀 - Viola : 三品芽生 - Cello : 西方正輝 |

## リリース日一覧
| リリース日    | レーベル | 規格            | 規格品番   | 備考                                           |
| ------------- | -------- | --------------- | ---------- | ---------------------------------------------- |
| 2023年5月24日 | Lantis   | CD+Blu-ray Disc | LACM-34380 | - 初回限定盤 - スリーブ仕様 - フォトブック同梱 |
| 2023年5月24日 | Lantis   | CD              | LACM-24380 | 通常盤A                                        |
| 2023年5月24日 | Lantis   | CD              | LACM-24381 | - 通常盤B - 描き下ろしイラストジャケット仕様   |

## チャート
| チャート                          | 最高 順位 | 出典  |
| --------------------------------- | --------- | ----- |
| オリコン 週間CDシングルランキング | 7         | [ 2 ] |
| Billboard JAPAN Hot Singles Sales | 9         | [ 3 ] |

## メディアでの使用
| # | 曲名       | タイアップ                                                 | 出典   |
| - | ---------- | ---------------------------------------------------------- | ------ |
| 1 | 「I wish」 | テレビアニメ『神無き世界のカミサマ活動』オープニングテーマ | [ 14 ] |